# Trapa astrachanica
Trapa astrachanica är en fackelblomsväxtart som först beskrevs av Fler., och fick sitt nu gällande namn av N. Wint.. Trapa astrachanica ingår i släktet sjönötter, och familjen fackelblomsväxter. Utöver nominatformen finns också underarten T. a. caspica.